# Трамвай
Трамва̀й (от английски: tram – вагон, вагонетка и way – път, наименованието идва от вагонетките за превозване на въглища в шахтите във Великобритания) е релсово транспортно средство, вид уличен обществен транспорт, обикновено на електрическа тяга, използван най-често в градовете за превоз на пътници по определен маршрут.
Трамваите започват да функционират през първата половина на XIX век, а електрическите – в края на XIX век. След разцвета им в периода между световните войни започва техният упадък, но от края на XX век се наблюдава значително увеличение на популярността на трамваите.
Повечето трамваи използват електрически ток, получаван чрез контактна мрежа с помощта на токоприемници (пантографи), но има и трамваи със захранване от трета релса, както и акумулаторни трамваи.
Освен електрически има също конни (теглени от кон), кабелни трамваи и дизелови трамваи. В миналото е имало парни трамваи, както и трамваи, теглени от мулета и зебри.
Трамваите могат да се класифицират също като вътрешноградски, междуградски, санитарни и товарни.
В Сан Франциско, щата Калифорния (САЩ) е пуснат първият в света кабелен трамвай през 1873 г.

## История
През XIX век, в резултат на разрастването на градовете и промишлените предприятия, отдалечаването на местоработата от местоживеенето на градските жители, се задълбочава проблемът с градския транспорт. Появилите се омнибуси скоро получават сериозна конкуренция в лицето на железопътните конни състави. Първият в света конен трамвай е открит през 1828 г. в Балтимор (САЩ, щата Мериленд). Правени са опити и за въвеждане на парни локомотиви по градските улици, но като цяло опитите са неуспешни и не получават разпространение. Тъй като използването на конете е свързано с множество неудобства, опитите да се въведе трамвай с механична тяга продължават. В САЩ широко разпространение получават трамваите с кабелна тяга (като лифтовете). Такъв трамвай, запазен като историческа забележителност, има в Сан Франциско.
Постиженията на физиката в областта на електричеството, развитието на електротехниката и изобретенията на Вернер фон Сименс в Берлин и Фьодор Пироцки в Санкт-Петербург довеждат до създаването на първата пътническа електрическа трамвайна линия между Берлин и Лихтерфелд през 1881 г., построена от електротехническата компания на Сименс. През 1885 г. в резултат на разработките на американския изобретател Лео Дафт, независимо от работата на Сименс, електрическият трамвай се появява и в САЩ.
Електрическият трамвай се оказва доходоносен и това допринася за бързото му разпространение по света. За това спомага и създаването на различни системи за токоснемане: щанговият токоприемник на Франк Спрейг и бугелният токоприемник на Сименс.
През 1892 г. за първи път е въведен трамвай и в Руската империя – в град Киев, а примерът на Киев е последван и от други руски градове: в Нижни Новгород трамваят се появява през 1896 г., в Екатеринослав (сега Днипро, Украйна) през 1897 г., в Москва през 1899 г., а в Санкт Петербург – през 1907 г.

В България историята на трамвая започва в края на XIX век, когато в София се появява конският омнибус с постоянно действащи линии от Гурковски площад (сега площад „Света Неделя“) до гарата, Горна баня и Княжево, който софиянци наричали трамвай. Изграждането и ползването на истински, електрически трамвайни линии е дадено на концесия (договорът е сключен на 18 декември 1898 г.) от Софийската община на френското дружество „Марсилия“ (Société des Grands Travaux de Marseille) – за осветлението и електрическата централа и акционерното белгийско дружество „Електрически трамваи“ (Societé Anonyme des Tramways électriques de Sofia) – със седалище в Брюксел – за трамвая. Строителството продължава две години и в началото на XX век градът е с вече изградена трамвайна мрежа, чиито отделни маршрутни линии се пускат в експлоатация последователно за непродължително време: 
- на 1 януари 1901 г. е пусната първата линия от Централна гара, през Лъвов мост, площада пред Централна баня, до днешния площад „Славейков“;
- на 2 февруари 1901 г. е открита Цариградската линия;
- на 9 февруари – Княжевската линия;
- на 4 март – Подуянската линия;
- на 15 март – Алабинската и т.н.

До Първата световна война трамваят се развива бурно, измествайки от града конните състави и останалите тук-там омнибуси. Редом с електрическите трамваи в отделни случаи се използват и пневматични, бензинови и дизелови трамваи. Трамваите се използват и в местните крайградски или междуградски линии. Често градските железопътни линии са използвани и за разнасяне на товари, в това число и във вагони, докарани непосредствено от влакови композиции.
След известна пауза, наложена от войната и политическите промени в Европа, трамваят продължава да се развива и разпространява, но по-бавно. Трамваят вече има сериозни конкуренти – автомобила и автобуса. Автомобилите стават все по-достъпни като цена, а автобусите – все по-технически усъвършенствани. В нарасналото улично движение класическият трамвай от една страна започва да изпитва трудности от автотранспорта, а от друга – самият той създава неудобства. Доходите на трамвайните компании започват да намаляват. През 1929 г. президентите на трамвайни компании в САЩ провеждат конференция, на която приемат решение за производството на серия от унифицирани, значително по-усъвършенствани вагони, получили наименованието „PCC“. Тези вагони, излезли на бял свят през 1934 г., създават нов стандарт в техническото оборудване, удобството и външния вид на трамвая, оказвайки влияние върху цялата история на развитието на трамвая за дълги години напред.
Въпреки това в много страни на трамвая започнали да гледат като на остаряло, неудобно транспортно средство, неподходящо за съвременен град. Започва ограничаването на разпространението на градските линии. В Париж градският трамвай бил закрит през 1937 г. В Лондон трамваят просъществува до 1952 г., но причина да се забави закриването му е войната. Закрити или съкратени са много трамвайни мрежи и в други градове. Най-често трамваят е заменян с тролейбус, но тролейбусните линии също биват закривани в много градове, защото не издържат конкуренцията с автомобилния транспорт.
В предвоенния СССР също гледат на трамвая като на остарял вид транспорт, но фактът, че в изостанала Русия автомобилът е недостъпен за обикновените граждани, прави трамвая по-конкурентоспособен в сравнително слабия уличен поток. Освен това дори в Москва метро е открито едва през 1935 г., а мрежата му е малка. Производството на автобуси и тролейбуси е малко, затова трамваят на практика няма алтернатива. Там, където трамваите са премахнати от големите улици и булеварди, трамваят непременно е преместен на съседните малки улички и пресечки.
В България този процес е непознат. През 1916 г. Софийската община (самостоятелен собственик на трамвайните линии от 18 февруари 1927 г.) взима решение да обособи действащата дотогава Дирекция на трамваите и осветлението (ДТО) в два отдела: „Трамваи“ и „Осветление“. По-късно през същата година отдел „Трамваи“ се разделя на две отделения: „Движение“ и „Техническа работилница“, като статутът на отделенията се запазва до 1948 г.
След Втората световна война процесът на закриване на трамвайни линии продължава в много страни. Линиите, повредени по време на войната, не се възстановяват. На линиите, които все още имат ресурси, не се извършват ремонтни дейности, не се извършва модернизация, което на фона на нарастващото техническо ниво на автомобилния транспорт спомага за създаването на отрицателен образ на трамвая.
Сравнително добре трамваите продължават да се развиват в Германия, Австрия, Белгия, Нидерландия, Швейцария и страните от бившия съветски блок. В първите три страни широко разпространение получават системите от смесен тип, възприели чертите на трамвая и метрото („метро-трамвай“). Но и в тези страни се закриват цели линии и трамвайни мрежи.
Още през 70-те години на XX век се стига до извода, че масовото разпространение на автомобилите носи и множество проблеми, като смог, шум, дефицит на места за паркиране. Екстензивният път за решаване на тези проблеми изисква много ресурси и малка възвръщаемост. Постепенно транспортната политика започва да обръща внимание на обществения транспорт.
По това време вече са налице нови решения в областта на организацията на трамвайното движение и технически решения, които правят трамвая напълно конкурентоспособен вид транспорт. Това е началото на възраждането на трамвая. Нови трамвайни мрежи са открити в Канада: в Торонто, Едмънтън (1978 г.) и Калгари (1981 г.). През 1990-те години процесът на възраждане на трамвая в света се ускорява. Отново са открити трамвайните линии в Париж и Лондон, както и в други от най-развитите градове по света.
Въпреки доказаните предимства на трамвая, вече над 100 години трамвайна мрежа в България има единствено София. В началото на 1904 г., Общината на Пловдив обявява търг за изграждането на трамвайна мрежа в града. За да бъде рентабилно предприятието в малкия по това време град, се предлага една от линиите да продължава до близкия град Станимака (сега Асеновград). Френското дружество Compagnie generalle de Construction ef de Wagons Lits печели концесията, но поради различни причини трамвайна мрежа не е построена. Втори такъв опит не е правен.

## Инфраструктура

### Пътно стопанство
Устройството и полагането на трамвайните релси зависи от изискванията за съвместимост с улиците, с пешеходното и автомобилно движение, способността за бързо придвижване, икономичност по отношение на съоръженията и експлоатацията. Тези изисквания, по принцип си противоречат, затова се налага да се избира компромисно решение, в съответствие с местните условия.

#### Разполагане на трамвайните линии
Има няколко основни варианти за разполагане на трамвайните линии:
- Собствено (самостоятелно) платно: трамвайната линия минава отделно от пътя – например в парк (както трамвая в Борисовата градина в София), поле, отделен мост или естакада, отделен тунел.
- Обособено платно: платното на трамвая минава край пътя, но е отделено от останалата пътна инфраструктура (например линията на трамваите, минаващи край жилищен комплекс „Овча купел“ в София).
- Съвместно платно: платно, което не е предвидено само за трамвай и се използва и от безрелсови транспортни средства. Понякога платното, което физически е съвместено, се счита за обособено, ако на него по административен ред е забранено преминаването на друг вид транспорт, освен обществения. Най-често такъв вид улично движение е разпространен в центъра на града.

#### Пътна конструкция
В различните градове трамваите използват различно междурелсие, най-често това, използвано и при нормалните релсови пътища (в Русия – 1524 мм, в Европа – 1435 мм). Различни междурелсия дори за собствените си страни имат трамваите в Ростов на Дон – 1435 мм, Дрезден – 1450 мм, Лайпциг – 1458 мм. Има и теснолинейни трамвайни линии – 1000 мм (например, в Калининград, Пятигорск) и 1067 мм (в Талин).
В България, първите трамвайни мотриси в София са с междурелсие 1000 (1009) мм.
За трамваите при различни условия могат да бъдат използвани както обикновени релси като железопътните, така и специални трамвайни (специално профилирани и с гумено уплътнение). Трамвайните релси обикновено се изготвят от по-пластична стомана, за да бъдат изкривявани с по-малък радиус, отколкото релсите на влаковите линии.
В сравнение с обикновените железопътни линни, при трамвайните изискванията към конструкцията са по-ниски, поради по-малката маса и осово натоварване на трамвайния състав, в сравнение с влаковата композиция. Класическата конструкция на трамвайните пътища е подобна на използваната при обикновените железопътни линни, като основата се състои от дървени или стоманобетонни траверси и баластова призма от насипен материал. Макар траверсовите основи все още да се използват, в наши дни често се прилагат и други конструктивни решения – монолитни или сглобяеми стоманобетонни плочи, включително такива с предварително заложени релси.
Друг проблем с релсите е високото ниво на шум на местата, където те са свързани. За намаляването на този ефект, най-често те биват заварявани. Има и други способи, позволяващи да се снижат шума и вибрациите, но стойността им все още е твърде висока.
Проблем е и така нареченото вълнообразно износване на трамвайните релси, причините за което не са еднозначно определени. При силно вълнообразно износване трамваят се тресе силно, чува се грохот. Този ефект може да се предотврати с редовно шлифоване на релсите. Няма данни този способ да е използван в България.

#### Стрелки и кръстовища
Стрелките при трамвая обикновено са по-прости, отколкото влаковите и са направени при по-малко строги технически норми. Те невинаги са снабдени със запорно устройство и най-често имат само едно разклонение.
Стрелките, през които трамвая минава „по посока на движението“, обикновено са неуправляеми: трамваят преминава през разклонението, измествайки подвижните релси в него. Стрелките, разположени при разклонения на релсите или при разклонителни триъгълници, обикновено са пружинни: линията се намества чрез пружината така, че трамваят, идващ от еднопосочен участък на пътя минава в десния участък (при обичайното в континентална Европа дясно движение); трамваят, движещ се в противоположна посока просто отмества стрелката с колелото си.
Стрелките, които трамваят трябва да премине „срещу посоката на движение“, изискват обаче управление. Първоначално те били управлявани ръчно. На линиите с малко натоварване – от водача на трамвая, а на по-натоварените – от специално назначени работници стрелочници. На определени кръстовища били изграждани централни стрелочни постове, на които местенето на стрелките било поверявано на един оператор, ползващ различни механични тяги или електрически вериги. Понастоящем, най-често се ползват автоматични стрелки, управлявани с електрически ток. Нормалното положение на такава стрелка обикновено съответства на завой на дясно. На контактната мрежа близо до самата стрелка е поставено специално устройство (контакт). При затварянето на веригата „трансформатор—контакт—двигател—релси“ при включен двигател (или специален шунт) трансформаторът премества стрелата за завой наляво; при директно преминаване на контакта веригата не се затваря и стрелката остава в нормално положение. След като трамваят мине по лявата линия, с токоприемникът се затваря съответния шунт и трансформаторът връща стрелката в нормално положение.
Понастоящем все по-широко разпространение получават радиоуправляемите стрелки и разнообразни конструкции стрелки, неналагащи ограничения в режима на движение при подхода към стрелката.
Преминаването на стрелка или релсово кръстовище изисква значително намаляване на скоростта на трамвая, понякога до 5 км/ч (регламентирано е за различните трамвайни мрежи по различен начин). Преминаването на стрелка с по-висока скорост или през стрелка, която не е отворена в посоката на движение на трамвая, може да доведе дори до обръщане на мотрисата.

### Пътническа инфраструктура
Слизането и качването на пътници става на трамвайните спирки. Видът на спирките зависи от типа улично платно. Спирките на собствено или обособено платно на трамвая обикновено имат пътнически платформи, издигнати на височината на трамвайната степенка, както и специално устроени пешеходни пътеки през трамвайните релси. Спирките, намиращи се директно на уличното платно, най-често не се оформят по този начин. При тях пътниците изчакват трамвая на тротоара и при качване или слизане пресичат уличното платно (водачите на безрелсовите транспортни средства са длъжни в такъв случай да ги пропуснат да минат).
Спирките се обозначават с табелки с номерата на маршрутите на трамваите. Понякога на тях е изписано разписанието на движението или интервала, през който минават трамваите. В централната част на София от 2005 г. са въведени електронни табла, изписващи през определен период минутите, оставащи до пристигането на следващия трамвай. Някои от спирките са оборудвани с покривна конструкция и пейки за пътниците.
Съгласно гл. 3, раздел 1, чл. 32 на „Наредбата за организация на движението на територията на Столична община“, дължината на единичната трамвайна спирка трябва да е 35 метра, а на двойната – 50 метра.
В миналото някои спирки (обикновено тези на междуградските и крайградските линии) са имали малки гарови здания, подобни на влаковите гари. По аналогия такива спирки са били наричани трамвайни станции.

### Организация на движението
Обикновено за движението на трамвая се полагат два насрещни трамвайни пътя, но съществуват и еднопътни участъци (например, в Екатеринбург линията на Зеления остров има еднопътен участък с едно „ухо“ за разминаване на трамваите). В Евпатория цялата трамвайна система е еднопътна.
Крайните участъци на трасето, където трамваят обръща посоката си на движение, са с форма на кръг (най-разпространения вариант), или на триъгълник. В някои страни се използват двустранни трамваи, заради възможността им да обръщат посоката на движение и в глуха линия.
Често крайните пунктове на трамвайните линии с форма на колело имат по няколко трамвайни пътя, което позволява един трамвай да изпревари друг (примерно за да се спази разписанието), временен престой на вагони (за да бъдат закачени като допълнителни в часовете пик), престой на резервни трамваи, престой на неизправни трамваи, докато могат да бъдат приети в депото и т.н.

### Депо
Съхраняването, ремонтът и техническото обслужване на подвижния състав се извършва в трамвайни депа (трамвайни паркове).

### Гейтове
Гейтовете (на английски: gate: врата) са местата на свързване на трамвайната и влакова железопътна мрежи. Гейтовете се използват основно, за да може докараните на железопътни платформи трамваи да бъдат разтоварени на собствения им трамваен път (при това железопътните релси непосредствено преминават в трамвайни). За прехвърлянето на трамваите от платформите на релсите се използват подемни кранове или специални разтоварни естакади, при които трамвайният път е издигнат над железопътната линия и трамваят на собствен ход или на буксир слиза от платформата.
В системите „трамвай-влак“ (виж по-долу) гейтовете се използват за излизане на трамваите на железопътната влакова мрежа. Някои трамвайни мрежи имат възможност за навлизане в тях на вагони от железопътната мрежа.
Терминът „гейт“ не е официален, но се ползва широко.

### Електроснабдяване
В ранния период на историята на трамваите електрическите мрежи не били достатъчно развити, което налагало почти всяко трамвайно стопанство да има собствена централна електроцентрала. Така например софийската трамвайна мрежа до 1925 г. била захранвана с електричество от ВЕЦ „Панчарево“ и имала резервно захранване от парни машини. Сега трамвайните стопанства получават електроенергия от общите електрически мрежи. Тъй като трамваите се захранват с постоянен ток със сравнително ниско напрежение, предаването му на големи разстояния би било съпроводено с прекалени загуби. Затова на определени места по линията се поставят подстанции, получаващи от мрежата променлив ток с високо напрежение, които го преобразуват в постоянен ток с напрежение, подходящо за трамвайната контактна мрежа.
Номиналното напрежение на изхода на подстанцията е 600 волта, а номиналното напрежение на токоприемника на подвижния състав е 550 волта. В някои градове по света е прието напрежение 750 V.
В градовете, в които има и трамваи и тролейбуси, тези видове транспорт най-често имат общо енергийно стопанство.

#### Въздушна контактна мрежа
Трамваят се захранва с постоянен електрически ток през разположен на покрива на вагона токоприемник – обикновено пантограф, но при някои трамваи се използват бугелни токоприемници и щанги („тиранти“). Исторически в Европа по-често се срещали бугели, а в Северна Америка и Австралия – щанги (за причините виж раздел „История“).
Окачването на контактния проводник на трамвая обикновено е по-просто от това на влака.
При използването на щанги е необходимо специално устройство на въздушните стрелки, подобно на това на тролейбусните. В някои градове, в които се използва щангов токоприемник (например Сан Франциско), в участъците, ползвани едновременно от трамвайни и тролейбусни линии, един от контактните проводници се използва едновременно и от трамвая, и от тролейбуса.
В тази връзка има специални конструкции за пресичане на въздушните контактни мрежи на трамвая и тролейбуса. Пресичането на трамвайните линии с електрифицираната железница е невъзможно заради различията в електрическото напрежение и височината на контактните мрежи.
Обикновено за отвеждане на обратния ток за електропроводници се използват релсите. Когато релсовият път е в лошо състояние, токът се отича през земята. „Блуждаещият ток“ ускорява корозията на металните подземни конструкции на водопроводите и на канализацията, на телефонните мрежи, арматурата на фундаментите на сградите, металическите и армирани конструкции на мостовете.
За да се преодолее този недостатък, в някои градове (например в Хавана) се използва система с токоприемник с две щанги (като при тролейбуса).
Към настоящия момент общата дължина на трамвайната контактната мрежа в София е 207 km.

#### Контактни релси
При първите трамваи е използвана трета, контактна релса, но скоро се отказват от нея – при дъжд често възникват къси съединения, контактът между третата релса и влачещият се токоприемник се нарушава заради паднали листа или замърсяване, а освен това системата е опасна при напрежение над 100 – 150 волта (твърде скоро става ясно, че толкова ниско напрежение не е достатъчно).
Понякога, предимно от естетически съображения, бил използван подобрен вариант на системата с контактни релси. При тази система се използвали две контактни релси (нормалните релси не се използвали като част от електрическата система) разположени в специален жлеб между ходовите релси, което изключвало опасността от електрошок за пешеходците. В САЩ контактните релси били полагани на дълбочина 45 cm от нивото на улицата и на 30 cm една от друга. Системи с вкопани контактни релси имало във Вашингтон, Лондон и Ню Йорк (само в Манхатън) и Париж. Заради високата цена на полагането на контактните релси обаче, във всички градове с изключение на Вашингтон и Париж, системата на токоснемане била хибридна – в центъра била използвана трета релса, а извън центъра – контактна мрежа.
Въпреки че класически системи със захранване от контактни релси не са се запазили никъде, интересът към тях е запазен. Така например при изграждането на трамвайната линия в Бордо (открита през 2003 г.) бил създаден съвременен безопасен вариант на системата. В историческия център на града трамваят се захранва с електричество от разположена на нивото на улицата трета релса. Тази трета релса е разделена на осемметрови секции, изолирани една от друга. Чрез електронно командване се постига под напрежение да е само тази секция на третата релса, над която се движи трамваят. При експлоатацията обаче тази система проявила множество недостатъци, свързани предимно с въздействието на дъждовната вода. По тази причина се наложило на един от участъците (с дължина 1 км) третата релса да бъде заменена с контактна мрежа (общата дължина на трамвайната мрежа на Бордо е 21,3 км, от тях 12 км са с трета релса). Освен това тази система се оказала твърде скъпа. Изграждането на един километър трамвайна линия с трета релса струва около три пъти по-скъпо от километър с контактна мрежа.

## Движение на трамваите

### Трамваят и правилата за движение
При движението си по градските улици трамваят е участник в уличното движение и като такъв се подчинява на Правилата за пътно движение (в България – на Закона за движението по пътищата и Правилника за прилагане на Закона за движението по пътищата). Според „Конвенцията за пътното движение“ от 1968 г. (с направените последващи поправки), страна по която е и България, трамваят има приоритет пред безрелсовите транспортни средства при повечето ситуации. За трамваите (а понякога и за други видове обществен транспорт) често са предвидени специални светофари, работещи съгласувано със светофарите за другите видове транспорт и пешеходците. Ако няма такива светофари за трамваите важат правилата на нормалните светофари.
Самостоятелни или обособени платна за трамваи според Конвенцията се приравняват с железопътните линии. Върху движещия се по такова платно трамвай обикновено не действат пътните знаци и сигнали на светофарите, освен тези, поставени специално за трамваите. Кръстовищата, през които преминават трамвайните платна, обикновено са оборудвани със специални светофари, подобни на тези на железопътните кръстовища.
Има трамваи, в които се поставят автоматични системи за разграничение на композициите и управление на скоростта в зависимост дали състава е метро, трамвай или влак, най-често в тунелите или на други места, където видимостта е недостатъчна, за да се поддържа безопасна дистанция при съответната скорост.
Трамваите в съвременните системи „трамвай-влак“ са задължително оборудвани с железопътни системи за сигнализация и автостопове и при движение по железопътната линия се подчиняват на железопътните правила и системи за управление на движението.
Наредбата за организация на движението на територията на Столична община указва, че престоят и паркирането са забранени върху трамвайни линии или в такава близост до тях, която може да затрудни движението на релсовите превозни средства

### График и разписания
Движението на трамваите се регулира с график. Основните изходни данни за съставянето на графика са времето за придвижване по маршрута и количеството трамваи по маршрута. В условията, при които определен ватман управлява един трамвай (или кондуктор го проверява) трябва също да се отчита допустимата продължителност на работния ден и съответните почивки. За еднопътните линии е необходимо да се вземе предвид разположението на композициите по линиите, така че трамваите да се разминават безпрепятствено.
Разпределението на наличния вагонен парк по маршрутите обикновено е съобразен с пътникопотока.
Времето за нов курс по маршрута зависи от дължината на маршрута, гъстотата на спирките, количеството кръстовища и потоците на транспортни средства и пешеходци (в това число и броя на светофарите), ограниченията на скоростта по линията, състоянието на пътя и композицията, натоварването на улиците и други фактори. Тези компоненти се определят по опитен път. Във времето на курс се включват също и няколко минути за почивка на водача.
В България, както и в много други страни, е разпространена практиката на „разтеглените“ графици – тоест, графици съставени с песимистични оценки на времето за движение с предполагаеми задръствания. В резултат на това трамваите се движат бавно дори когато няма задръствания. Обратната ситуация е, когато задръстванията събират по няколко трамвая накуп и всички трамваи трябва да „наваксват“ закъснението.
Въз основа на общия график се съставят разписания за всеки отделен номер трамвай и за всяка отделна спирка. Тези разписания в България са подробни и имат допуск на грешка най-често от максимум 2 минути.
Ватманите на трамвая носят отговорност за изпълнението на разписанието. В случай, че не го спазят, подлежат на глоба. За изпълнението на графика и редовното движение на трамваите следят диспечерите. Когато движение по даден участък е прекъснато по обективни причини или има други проблеми, диспечерите би трябвало оперативно да нанесат корекции в графика, да преразпределят подвижния състав, да пуснат по линията резервни трамваи или заместващи ги автобуси.
Средната скорост на трамвая в България е в границите 12 – 25 км/ч.

## Заплащане на пътуването в трамвай
В различните страни пътуването с трамвай се заплаща различно. В България пътуването с това обществено превозно средство е на цената и с билетите, използвани и за другите (автобус, тролей, метро) средства на градския транспорт. Вариантите за заплащането на пътуването в България са няколко и са регламентирани от Наредбата за превоз на пътници и условия за пътуване с масовия градски транспорт на територията на Столична община:
- С използването на билети
- С карти, важащи за определен период от време.

Билетите се валидират след качването в трамвая посредством перфоратор и се пазят до слизане.
От 1 юли 2008 г. тарифата за цените на карти и билети за пътуване с градски транспорт в София е променена. Еднократен билет струва 1 лв.
От 1 юни 2016 г. тарифата за пътуване в столичния градски транспорт се вдига от 1 лв. на 1,60 лв.
В София има билети за единично пътуване и билети за време. Продажбите на билети се осъществяват чрез абонаментни бюра и билетни каси, от външни разпространители, както и онлайн.
Абонаментната карта е превозен документ за многократно пътуване, без ограничение, в рамките на маршрута и валидностния ѝ срок. Издава се за определен период от време, съгласно утвърдените образци и представлява писмен договор между превозвача и пътника. Срокът се обозначава чрез валидиране.
Абонаментните карти биват:
- 1. Граждански – безименни;
- 2. За преференциални пътувания – именни.

Картите биват еднодневни, седмични, месечни, годишни, за определена линия, или за всички линии на градския транспорт, включително и за метрото.
Първоначално билетите били продавани в трамвая от кондуктор, който същевременно бил и контрольор. Заради повишените разходи, доста от градовете се отказали от тази длъжност. Задачата да се продават билети била възложена на ватмана. Тъй като това му отнемало твърде много време, широко разпространение получила предварителната продажба на билети за еднократно пътуване (във вестникарските будки, специализирани павилиончета, автомати). Въведено било така нареченото „самотаксуване“ – след влизане в трамвая пътниците били длъжни да продупчат (перфорират) билета си в специално устройство – перфоратор.

## Подвижен състав

### Пътнически трамваи
Трамваят на практика е самоходен вагон от типа, използван в железопътния транспорт, приспособен за градските условия, например: сравнително остри завои, малки габарити и др. Трамваят може да се движи както по специално отделена за него лента за движение, така и по релси, положени наравно с уличното платно. Трамваите, за разлика от влаковите композиции са оборудвани и със светлинна сигнализация – мигачи, стопове и др.
Двигателите на трамвая най-често са електромотори, работещи на постоянен ток. Въвежда се и електроника, позволяваща преобразуването на постоянния ток, с който се захранват трамваите в променлив, което позволява използването на електродвигатели с променлив ток. Предимството на последните е, че техническото им обслужване и ремонт са много по-прости (асинхронните двигатели на променлив ток нямат бързо износващи се токоприемни четки и триещи се елементи).
Характеристиките на „средностатистическия“ трамваен вагон в София (четириосен, 15-метров) са следните:
- Маса: 15 – 20 тона
- Мощност: 4 х 40 – 60 кВт
- Вместимост: 100 – 200 души
- Максимална скорост: 50 – 75 км/ч.

През годините са използвани четириосни български мотриси тип „Република“ (българска конструктивна разработка от 1951 г.); четириосна мотриса „Комсомолец“ (1959 г.); съчленена шестосна мотриса „Космонавт“ (1961 г.); едносъчленен трамвай „София“ (1965 г.); двойносъчленен трамвай „София 70“ (1970 г.); едносъчленен „София 100“ (1979 г.); двойно-съчленен, осемосен трамвай „България 1300“ (от 1981 г., по случай 1300-годишнината от създаването на българската държава).
Използват се и трамваи с нов тип конструкция с карданно задвижване като трамвайна мотриса тип „Т6М-700“ (1986 г.) и „Т6МД – 1000“ – мотриса за междурелсие 1435 мм (1987 г.), двойносъчленен трамвай „Т8М-900“ (1991 г.).
В столичния Център за градска мобилност се експлоатират разни типове вносни трамваи. През 1989 г. са внесени 37 броя чешки трамваи тип „Т6В5“ (за междурелсие 1435 мм), а в периода 1990 – 1991 г. – 40 броя „Т6А2“ (за междурелсие 1009 мм). През 1995 г. са внесени от Германия 29 броя трамваи, втора употреба „Дюваг“ (използвани по трамвайна линия № 22), а през 2000 г. – два броя немски „Т4D“, експлоатирани преди това в град Хале, Германия и 17 броя чешки трамваи тип „Т6А2-БГ“. През юли 2001 г. са внесени още 16 броя „Т4D“.
На 29 януари 2008 г. чешката фирма „ИНЕКОН“ представи в София първия модернизиран трамвай по договора си със Столична община. Предстои модернизирането на още 18 трамвая.

### Специална техника
За създаване на добри условия за работа в трамвайните стопанства освен пътнически трамваи има и специализирани вагони:
- Вагони за почистване на снега;
- Вагони лаборатории за трасето;
- Вагони релсотранспортьори;

- Вагони за измиване на трасето;
- Вагони лаборатории за контактната мрежа;
- Вагони за шлифоване на релсите;
- Електровози за нуждите на трамвайното стопанство;
- Аварийни вагони за теглене на повредени трамваи.

Част от изброените не се използват в България.

### Товарни трамваи
Товарните трамваи са били широко разпространени в епохата на разцвета на междуградските трамваи, но се използвали и все още се използват и в някои градове.

### Ремонт на подвижния състав
Основната част от ремонтите на трамваите на СЦГМ се поема от общинското предприятие „Трамкар“

## Развитие на трамвая

### Двуосни трамваи
Трамваите от първо поколение (до тридесетте години на ХХ в.) обикновено имали само две колесни оси. Най-първите трамваи (края на XIX – началото на XX век) били с открити площадки отпред и отзад (наричани също „балкони“). Такова разположение било унаследено от вагона, теглен от коне и е пример за инерция в мисленето – ако предната площадка в миналото е трябвало да бъде открита за да може кочияшът да управлява конете, то при трамвая това било анахронизъм. Повечето двуосни машини били с дървен корпус (макар рамата на трамвая, естествено била метална), но през 20-те години на ХХ век все по-често използвали метални корпуси. Епохата на двуосните трамваи като цяло приключила след Втората световна война, въпреки че в някои градове такива трамваи могат да се срещнат и в наши дни (например, в Лисабон).

### Трамваи с двуосни вагони и съчленени трамваи
През 20-те и 30-те години на ХХ век двуосните трамваи били заменени от нов тип подвижен състав – трамвай с двуосни вагони. Трамваят бил с две коли, всяка от които с по две оси. Освен трамваите с вагон се появили съчленени трамваи (с „хармоника“ от гумиран материал, свързваща купетата на двата вагона).

### Нископодови трамваи
Към третото поколение трамваи се отнасят така наречените нископодови трамваи. Както се разбира от името им, тяхна отличителна особеност е ниският под. За да се постигне това, цялото им електрооборудване е изнесено на покрива на трамвая (при „класическите“ трамваи електрооборудването е разположено под пода). Преимуществото на нископодовия трамвай е удобството за инвалиди, възрастни хора и пътници с детски колички, по-бързото слизане и качване.
Нископодовите трамваи винаги са съчленени, тъй като пространството, необходимо за завъртането на колесните оси е силно ограничено, а това от своя страна води до необходимостта вагонът да се състои от сравнително къси опорни секции. Използваните в Белгия трамваи HermeLijn например, се състоят от пет секции, съединени с „хармоники“. Подът обаче не е нисък в целия трамвай. Над колелетата повдигането на пода е просто наложително.
Често по-стари съчленени трамваи биват модернизирани, като от тях се правят нископодови. За целта между две обикновени (стари) секции се вгражда секция с нисък под, която изглежда като „мост“, свързващ две секции с висок под. След 2000 г. такива трамваи функционират и в София.
- Двуосен трамвай с открити площадки, САЩ, 1909 г.
- Съчленен трамвай, Япония
- Нископодов трамвай HermeLijn, Белгия
- Талига на нископодов трамвай

## Предимства и недостатъци
Ефективността на трамвая, както и при другите видове транспорт, се определя не само от технологическите му преимущества и недостатъци, но и от общото ниво на развитие на обществения транспорт в конкретната страна, отношението към него от страна на местните власти и на жителите, както и от особеностите на структурното планиране на града. Характеристиките, приведени по-долу, се отнасят единствено до технологическите параметри и не могат да се приемат като универсални критерии „за“ или „против“ трамвая в едни или други страни или градове.

### Предимства
- Първоначалните загуби и капиталовложения (при изграждането на трамвайната система) са по-ниски, отколкото необходимите средства за строителство на метро, тъй като не е необходима напълно обособена линия (макар на определени участъци и пътни възли линията да трябва да минава през тунели и естакади. Строителството на наземен транспорт обаче е съпроводено с преустройство на съществуващите улици и кръстовища, което повишава цената и води до влошаване на пътната обстановка по време на изграждането.
- При достатъчно голям пътникопоток експлоатацията на трамвая е по-евтина от тази на автобуса и тролейбуса.
- Трамваите, като и другите видове електрически транспорт, не замърсяват пряко въздуха с изгорели газове.
- За разлика от тролейбусите, трамваите са напълно електробезопасни.
- Трамваите имат възможност за превозване на по-голям пътникопоток от автобусите и тролейбусите. Оптималното натоварване на автобусна или тролейбусна линия е не повече от 3 – 4 хиляди пътника на час[13], а на „класическия“ трамвай – до 7 хиляди пътника в час, а при определени условия – и повече[14].
- Въпреки че трамвайният вагон е много по-скъп от автобуса и тролейбуса, трамваите имат дълъг живот. Ако автобусът рядко се използва над 10 години, то един трамвай може да бъде експлоатиран 30 – 40 години. В Белгия например, редом със съвременните нископодови трамваи успешно се експлоатират трамваи PCC, произведени в периода 1971 – 1974 г. В Милано понастоящем се използват 163 трамвая от серия 1500, произведени в периода 1928 – 1935 г.

### Недостатъци
- Изграждането на трамвайна линия е много по-скъпо от изграждането на тролейбусна и е несравнимо по-скъпо от автобусна.
- Трамваите имат възможност за превозване на доста по-малък пътникопоток, отколкото метрото: обикновено не повече от 15 000 пътника на час за трамвая, и до 80 000 пътника в час във всяко направление за метрото[15].
- Трамвайните релси са опасни за велосипедистите и мотоциклетистите, които се опитат да ги пресекат под остър ъгъл.
- Неправилно паркиран автомобил или пътнотранспортно произшествие край или на релсите може да спре движението в голям участък от трамвайната линия. Ако трамваят аварира, обикновено го избутва до депото или на резервна линия следващият след него. Това води до излизане от строя едновременно на два подвижни състава. Освобождаването на трамвайните линии при аварии и повреди често води до продължително преустановяване на движението на трамваите.
- Трамвайната мрежа има сравнително ниска гъвкавост (което може да бъде компенсирано от разклоненост на мрежата). Автобусната мрежа има предимството, че лесно може да бъде променена коя да е нейна линия при необходимост (например при ремонт на улица).
- Трамвайното стопанство изисква макар и не твърде скъпо, но редовно обслужване. Неудовлетворителното обслужване води до влошаване на състоянието на подвижния състав, неудобства за пътниците, понижаване на средната скорост.
- Прокарването на трамвайни линии в чертите на града изисква строго планиране и усложнява организацията на движение. При лошо проектиране, може ценни градски терени да се похабят неефективно.
- При недобро изпълнение на трамвайната линия, възниква вероятност трамваят да излезе от релсите, което го прави потенциално опасен участник в пътното движение.
- Предизвикваните от трамваите вибрации на терена могат да създадат акустичен дискомфорт за жителите на най-близките здания и дори да увреди основите на сградите. За понижаване на вибрациите е необходимо редовно обслужване на релсовия път и подвижния състав. При използване на усъвършенствани технологии при полагането на релсовия път, вибрациите могат да бъдат сведени до минимум.
- При лоша изолация на релсовия път обратният тягов ток може да изтече в земята. Тези утечки засилват корозията на най-близките подземни метални съоръжения (кабели, тръби на канализацията и водопровода, арматури в основите на сгради).

## Междуградски и крайградски трамваи
Трамваите се използват най-вече за вътрешноградски транспорт, но в миналото междуградските и крайградските трамваи са били широко разпространени.
В Европа, най-широко развита е била тази мрежа в Белгия, а трамваите били известни като на нидерландски: Buurtspoorwegen (в буквален превод – „местни железници“) или на френски: Le tram vincial. „Дружеството на местните железници“ било основано на 29 май 1884 г. с цел да се изградят линии за парни трамваи там, където изграждането на обикновени влакови линии било неизгодно. Първият участък местните железници (между Остенде и Нюпорт, така наречената Крайбрежна линия) бил открит през юли 1885 г.
През 1925 г. общата дължина на местните железници била 5200 km. За сравнение, понастоящем общата дължина на железопътната мрежа на Белгия е 3518 km, а трябва да се има предвид, че Белгия е държавата с най-висока плътност на железопътните линии в света. След 1925 г. дължината на местните железници постоянно намалявала, тъй като междуградските трамваи били заменяни с автобуси. Последните линии на местните железници били закрити през седемдесетте години на XX век. До наши дни се е запазила само Крайбрежната трамвайна линия.

## Международни трамваи
Някои трамвайни линии пресичат не само административните, но и държавните граници. Към 2020 г. има 6 такива трамвая. С единия може да се премине от Германия (Саарбрюкен) във Франция по трамвайната линия „Saarbahn“. В Базел (Швейцария) трамваен маршрут 10 има 1 спирка във Франция. Маршрут 3 в Базел има 4 спирки във Франция, а маршрут 8 има 4 спирки в Германия. Така еднатрамвайна мрежа обединява 3 държави. В Женева (Швейцария) маршрут 17 на трамвая има 5 спирки във Франция. В Страсбург (Франция) трамваен маршрут D има 3 спирки в Германия.

## Хотелски, болнични и други трамваи с ограничена сфера на ползване
В миналото са били разпространени трамвайните линии, построени специално за обслужването на отделни обекти от инфраструктурата. Обикновено такива линии свързвали определен обект (например хотел, болница) с железопътна гара.
Ето някои примери:
- В началото на XX век своя собствена трамвайна линия имал хотел „Крудън Бей“ („Cruden Bay Hotel“), Абърдийншър, Шотландия)[18]
- Собствена трамвайна линия имала и болница Дойн ен Бос (Duin en Bosch) в Бакум (Нидерландия). Линията минавала от железопътната гара в съседното село Кастрикум до болницата. Отначало по линията се използвала конна тяга, но през 1920 г. трамваят бил електрифициран (единственият вагон бил преправен от стар вагон на конен трамвай от Амстердам). През 1938 г. Линията била закрита и заменена от автобус.[19]
- През 1911 г. Нидерландското авиационно дружество построило линия за трамвай с бензинов мотор. Тя свързвала гара Ден Долдер и летище Сутсберг.[20]
- Една от малкото хотелски трамвайни линии, съществуващи и днес е тази на трамвай „Рифелалп“ в Швейцария. Линията е била действаща от 1899 до 1960 г. През 2001 г. тя е възстановена в състояние, близко до оригиналното.

## Трамваите в културата
В произведенията на изкуството (литература, песни, устното творчество, изобразително изкуство, архитектура, кино) трамваят по-често от всеки друг вид превозно средство служи не само като антураж, но и се като отделна тема.
- Често на трамвая в произведенията на изкуството се приписва известна одушевеност, той има свой собствен характер: от мил и добър до зловещ и сатанински.
- В произведенията от XIX и началото на XX век трамваят често е символ на прогреса, чисто бездушно изместващ скъпия на сърцето на автора кон.
- В произведенията от средата и втората половина на XX век ролите се сменят. Трамваят все по-често става символ на старото, скъп детайл от битието, отстъпващ място на нещо по-съвременно (автомобил, автобус).
- Трамваят често е използван като стереотипна площадка за развитието на действието на битова сцена или анекдот, или с него са свързани някакви преживявания и размишления.
- През 1990 – 1995 г. в Русия се издава детското списание „Трамвай“.

### В литературата
- В началото на романа на Михаил Булгаков „Майстора и Маргарита“ под колелата на трамвая загива Берлиоз. Това не е просто нещастен случай: трамваят е надарен с мистични, дори демонични черти – той е средство за наказание за недоверието на Берлиоз. На конкурс, проведен през 1999 г., в един от проектите за паметник на Булгаков на Патриаршите езера (където се развива действието в тази част на романа) се предлага следното:„ да се изгради допълнителен вход към парк на хипотетичното място на гибелта на Берлиоз с пресъздаване на сцената от романа (фрагмент от трамвайните релси, турникета и т.н.)“[21]
- Най-известната пиеса на Тенеси Уилямс се нарича „Трамвай Желание“. Името на трамвайния маршрут символизира темата на пиесата.
- Действието на разказа на Волфганг Борхерт „Гласовете са навсякъде“ (1946 г.) се развива в хамбургския трамвай, в който замръзналите пътници признават, че ги преследват душите на убитите воини.
- В разказът „Трамвай“ (1922 г.) на Евгений Замятин има сцена между кондуктора и неплатилия пътуването си в трамвая негов роднина.
- В средата на разказа на М. А. Булгаков „Кучешко сърце“, П. П. Шариков се възмущава: „Ама вие всичките какво?.. Ту недей да плюеш, недей да пушиш, там не ходи… Каква е тая работа? Чисто като в трамвай. Направо не ми давате да дишам?!“
- Константин Паустовски пише за работата си като кондуктор в московските трамваи разказите „Медная линия“, „Старик со сторублёвым билетом“, „Лефортовские ночи“.
- В трамвай се развива действието на хумористичните разкази на Михаил Зошченко „Облака“, „Не надо иметь родственников“ („Човек не бива да има роднини“), „На живца“ („На жива стръв“).
- Стихотворения за трамвая са писали Юрий Визбор („Московские трамваи“), Булат Окуджава („Раскрасавец двадцатых годов…“), Осип Манделщам („Два трамвая. Клик и Трам“, „Мальчик в трамвае“, „Все в трамвае“, „Сонный трамвай“), Николай Гумильов („Заблудившийся трамвай“).

### Песни
Съществуват множество песни, имената и темите на които са свързани с трамваите:
- група „Любе“ – „Трамвай пятёрочка“,
- Леонид Сергеев – „Трамвайчик“,
- Михаил Шчербаков – „Седьмой трамвай“,
- Валерий Леонтиев – „Один билет“.
- Българската група с името „Трамвай номер 5“

### Устно творчество
- В анекдотите, свързани с трамвая, той се приема като демократичен вид транспорт, публиката в него е пъстра, невинаги културна, трамваите често са препълнени. Това най-често е причина и повод за комичните сценки, развиващи се в трамвая.

### Изобразително изкуство
- През 20-те години на ХХ век във Витебск пътували трамваи, изрисувани в духа на супрематизма, а в Санкт-Петербург има едновагонен пътен състав, изрисуван с детски рисунки.
- Трамваите в София често са използвани като пътуващи рекламни пана.

### Кинофилми
- „La ilusión viaja en tranvía“ (1954)
- „Ехали в трамвае Ильф и Петров“ (1971)